# Dermansko-Ostrozkyj Nationalpark
Dermansko-Ostrozkyj Nationalpark (ukrainsk: Дермансько-Острозький національний природний парк) ligger i en floddal, der adskiller den sydlige kant af det polesiske lavland og den nordlige kant af Podoliske slette i det nordvestlige Ukraine. Terrænet er en blanding af fyrre-egskov og sumpet flodlavland. Parken ligger i de administrative distrikter Zdolbunivskyj rajon og Ostrozkyj rajon, i den sydligste region af Rivne oblast.

## Topografi
Parken er spredt i 22 sektioner langs Zbytynka-floddalen, som løber fra vest mod øst mellem Mizotsky-ryggen (en del af Volhyniske højland mod nord) og Kremenets-bjergene (mod syd). Parken ligger kun et par kilometer nordøst for Kremenetskibjergene Nationalpark, og omkring 5 km vest for byen Ostroh. Dalen er kun 3-8 km bred, og den umiddelbart omkringliggende højland ligger kun få hundrede meter over dalbunden. Selve dalbunden er for det meste et alluvialt kludetæppe af vandfyldt flodslette, første terrasse og sandede klitter.
Individuelle områder af parken omfatter bl.a.:
- Bushchansky-reservatet, et kompleks med elle- og fyrreskove og sumpe med rørskov,
- Zbitensky Ornitologiske Reservat, et beskyttet vådområde, der er afsat til ynglende fugle,
- Mizotsky Ridge (Reservat), et geologisk reservat,
- Zbytenka-flodens flodslette (reservat), et beskyttet botanisk reservat med lokal kulturel betydning,
- Olhava (reservat), en blandet skov af nåle- og løvtræer,
- "Budka"-skoven med sjældne og lægeplanter
- "Zinkiv Stenen"- monument og en blandet skov på bjergsiden af Kremenets, med klippefremspring,
- "Turovas grav"-monument, en del af avnbøg-egeskoven, med en 400 år gammel kastanje og et 300 år gammelt lindetræ.

## Klima og økoregion
Klimaet i Dermansko-Ostrozkyj er fugtigt kontinentalt klima, varm sommer (Köppen klimaklassificering). Dette klima er kendetegnet ved store temperatursvingninger, både dagligt og sæsonmæssigt, med milde somre og kolde, snedækkede vintre.
Alle områder af parken er i løvskovsbåndet i den centraleuropæiske økoregion med blandede skove.

## Flora og fauna
Omkring 50 % af regionen er skovklædt, overvejende i fyrretræ og eg; der er også pletter af bøg og gran. Bashchansky-mosen i parken har vegetation af lavlandsmarsk.

## Offentlig brug
Der går en 6,5 km sti fra byen Busha på den nordlige højderyg, sydpå gennem dalen og op til et klippefyldt område. Der er også et 38 km langt økotrail, der løber langs Zbytinka-floden, og en 65 km cykelsti, der omkranser parken. Der er hoteller og resorts i nærheden til overnatning.